# 張泰亨
张泰亨（？—1277年），元朝东昌堂邑（今山东聊城西北）人。
蒙哥汗时，张泰亨袭父职为管军百户。参与攻打南宋钓鱼山及樊城，征女儿阿塔，有功。中统二年（1261年），授侍卫军总把。中统三年（1262年），参与平李璮之乱，有功。至元四年（1267年），升京东归德等处新军千户。后随军攻打宋朝西川，攻襄阳，攻樊城，取潭州，征广西，远达广西静江府。官至管军总管。至元十四年（1277年），还军潭州，金疮发作而死。